# Hôtel Guérin du Castelet
Ne doit pas être confondu avec Hôtel de Madame Élisabeth.
L'hôtel Guérin du Castelet est un hôtel particulier situé au n° 55 de la rue Émeric David, à Aix-en-Provence, Provence-Alpes-Côte d'Azur, France.

## Construction et historique
L'hôtel particulier fut construit pour la famille de Guérin dans la deuxième moitié du XVIIe siècle. Le lieu appartient alors à Alexandre de Guérin, conseiller au Parlement de Provence.

## Architecture
La porte d'entrée est remarquable: elle est dite « monumentale » à pilastres toscans.
La cage d'escalier intérieure est un bel exemple de ferronnerie provençale du XVIIe siècle.